# 磯麗體魚
磯麗體魚，為輻鰭魚綱鱸形目隆頭魚亞目慈鯛科的其中一種，分布於中美洲墨西哥太平洋岸的淡水流域，體長可達30公分，棲息在河川中底層水域，生活習性不明，可做為觀賞魚。

## 擴展閱讀
維基物種上的相關：磯麗體魚